# Orchestra: or, a Poem of Dancing

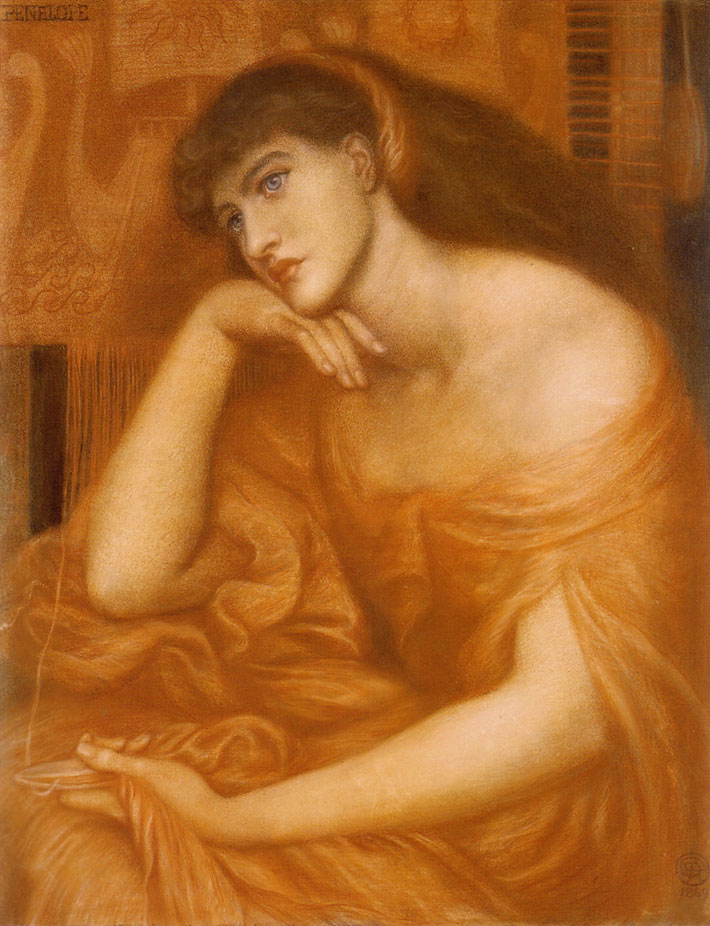
Dante Gabriel Rossetti, Penelopa

Orchestra: or, a Poem of Dancing – poemat renesansowego angielskiego poety Johna Daviesa, opublikowany w Londynie w 1596. Stanowi dialog między Penelopą a Antinousem. Antinous próbuje zaprosić Penelopę do tańca, przedstawiając taniec jako fundamentalną regułę rządzącą światem. Utwór został napisany strofą królewską, czyli zwrotką siedmiowersową rymowaną ababbcc, wprowadzoną do poezji angielskiej w XIV wieku przez Geoffreya Chaucera.

Where lives the man that never yet did hear
Of chaste Penelope, Ulysses' queen ?
Who kept her faith unspotted twenty year,
Till he return'd that far away had been,
And many men, and many towns had seen:
Ten year at siege of Troy he ling'ring lay,
And ten year in the Midland sea did stray.